# Enrico Haffner
Enrico Haffner (Bologna, 25 agosto 1640 – Bologna, 20 agosto 1702) è stato un pittore italiano  del barocco, specializzato nel genere della quadratura e attivo principalmente a Bologna.

## Biografia
Era figlio di padre svizzero: un componente della guardia svizzera del Papa, di guarnigione a Bologna; lo stesso Enrico fu tenente in quell'esercito. Il suo fratello minore Antonio Haffner (nato nel 1654) fu anch'egli un pittore.
Mentre viene più volte detto che i fratelli Haffner studiarono con Domenico Maria Canuti, praticando la quadratura, sembra abbiano imparato più da Baldassarre Bianchi e Giovanni Giacomo Monti, subendo l'influenza di Agostino Mitelli. Enrico viaggiò con Canuti a Roma e dipinse nella chiesa dei Santi Domenico e Sisto. Tornando a Bologna, con il patrocinio del priore olivetano Taddeo Pepoli, Haffner continuò a lavorare al fianco di Canuti, presso il monastero di San Michele in Bosco, realizzando la quadratura sopra l'altare maggiore della chiesa.
Enrico lavorò anche con Marcantonio Franceschini nel monastero del Corpus Domini e nel Palazzo Marescotti. Nel novembre 1661, si recò presso la corte del duca di Modena per un anno, dove venne remunerato con uno stipendio di 130 lire al mese. Nuovamente nel 1696, lavorò con Franceschini e Luigi Quaini per completare degli affreschi della sala principale del Palazzo Ducale di Modena. Haffner lavorò anche con Giovanni Antonio Burrini nella chiesa di San Giovanni Battista dei Celestini e con Giovanni Gioseffo dal Sole a Palazzo Bianconcini. 
Dipinse anche a Savona nella chiesa dello Spirito Santo, a palazzo Gavotti e nella cappella Balbi.